# Palatinado-Lautern
O Ducado do Palatinado-Lautern (em alemão:  Herzogtum Pfalz-Lautern) ou simplesmente Palatinado-Lautern (em alemão:  Pfalz-Lautern) era um estado do Sacro Império Romano-Germânico com sede na cidade de Kaiserslautern, incluindo também a cidade de Neustadt an der Weinstrasse, no sul do atual Estado alemão da Renânia-Palatinado.
O Palatinado-Lautern foi criado por desmembramento do Eleitorado do Palatinado em 1576, após a morte de Frederico III, Eleitor Palatino, para o seu filho mais novo João Casimiro.
Refugiados Huguenotes da França e exilados Calvinistas do Palatinado, foram aqui recebidos fazendo deste estado um baluarte Calvinista.
João Casimiro foi convencido pela rainha Isabel I de Inglaterra a formar a  Liga de Esmalcalda na Alemanha, uma aliança protestante contra os estados católicos e o Imperador, tornando o Palatinado-Lautern um dos estados mais influentes do seu tempo.
João Casimiro faleceu em 1592 sem herdeiros, pelo que o Palatinado-Lautern foi reincorporado no Eleitorado do Palatinado.

## Soberanos do Palatinado-Lautern

### Título
O título dos soberanos era Conde palatino no Reno e Duque de Lautern (em alemão:  Pfalzgraf bei Rhein und Herzog von Lautern). Na sua qualidade de membros de um ramo colateral da família do Príncipe-Eleitor do Palatinado, os soberanos usavam o título Conde Palatino (no Reno).

### Lista de Duques
- João Casimiro do Palatinado-Lautern, 1576–1592
  - integrado no Eleitorado do Palatinado